# Municipio de Uayma
El municipio de Uayma es uno de los 106 municipios del estado mexicano de Yucatán. Su cabecera municipal es la localidad homónima de Uayma.

## Toponimia
El nombre del municipio, Uayma, significa en lengua maya, "aquí no", ya que proviene de los vocablos way, que significa "aquí", y ma', que quiere decir "no".

## Colindancia
El municipio de Uayma se encuentra en la porción centro oriente del estado de Yucatán y limita al norte con Espita, al sur con Cuncunul y Kaua, al oriente con Valladolid y Temozón y al poniemte con el municipio de Tinum.

## Datos históricos
La región ocupada actualmente por el municipio de Uayma perteneció durante la época prehispánica a la provincia de los Cupules. Se han encontrado vestigios mayas que demuestran que en donde hoy está emplazada la cabecera municipal existió un poblado maya.
- 1579, se establece la primera encomienda en el sitio.
- 1855, la población de Uayma es saqueada por los rebeldes mayas durante la denominada Guerra de Castas. La presencia de rebeldes en la región se alterna durante los años bélicos, entre 1848 y 1887 y las huestes del gobierno.
- 1912, el 12 de mayo, la finca rústica Kuxcheé deja de pertenecer a la municipalidad de Uayma.
- 1918, el 17 de agosto, Uayma se erige en municipio libre. En ese mismo año, el pueblo de Cuncunul se erige en cabecera del municipio de su mismo nombre, segregándose de Uayma y restándole una parte de su territorio.
- 1920, el 1 de enero, el pueblo de Kaua, que perteneció al municipio de Cuncunul. pasa a formar parte del municipio de Uayma, para poco después, convertirse en municipio independiente con la consiguiente segregación territorial.

## Economía
La principal actividad es la agricultura y dentro de esta, el cultivo del maíz, del frijol, del chile y de la jícama. Hay también varias granjas avícolas cuyo producto abastece la región.
La manufactura de artesanías de barro y el urdido de hamacas también son actividad importante para el municipio. La alfarería ha sido de gran ayuda para el fortalecimiento de la cultura. En la actualidad Uayma cuenta con artesanos dedicados al trabajo del barro entre los que ha destacado Emilio Espadas, heredero de la tradición alfarera de la maestra Juanita Dzul.[cita requerida]

## Atractivos turísticos
- El ex convento de Santo Domingo, construido en el siglo XVII, quemado en 1855 por los rebeldes mayas durante la llamada Guerra de Castas, y que fuera reconstruido más adelante.

- Fiestas populares:
  - El 3 de mayo se celebra la fiesta en honor de la Santa Cruz.
  - El 15 del mismo mes se celebra la fiesta de San Isidro Labrador, patrono del pueblo
  - 4 de agosto se realiza la fiesta en honor a Santo Domingo.

En las tres se organizan gremios, procesiones religiosas y vaquerías